# Martin Kirschner (Mediziner, 1879)

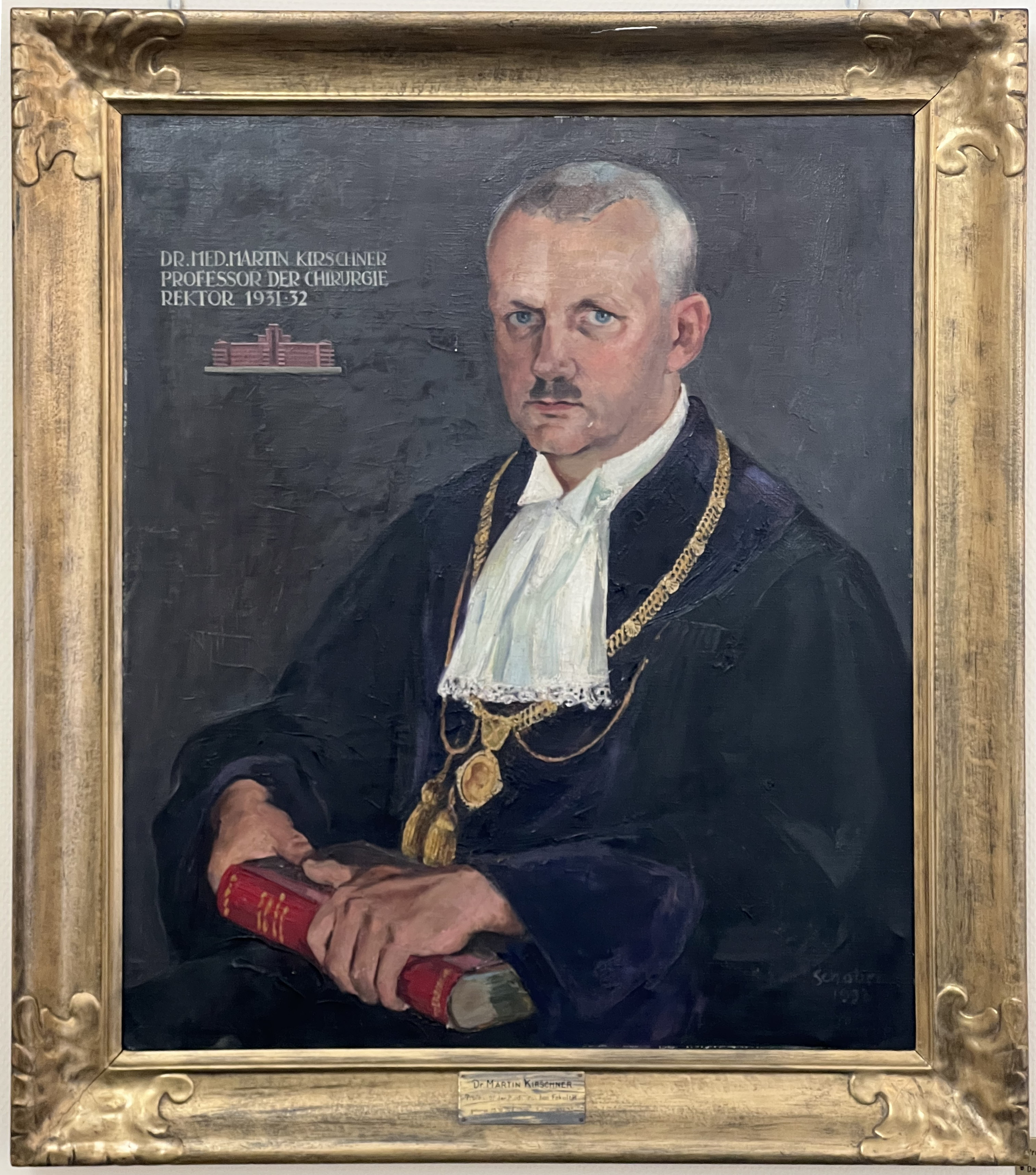
Martin Kirschner, Porträt um 1932 (in der ehemaligen Tübinger Universität-Frauenklinik, zuvor Chirurgische Kinik)

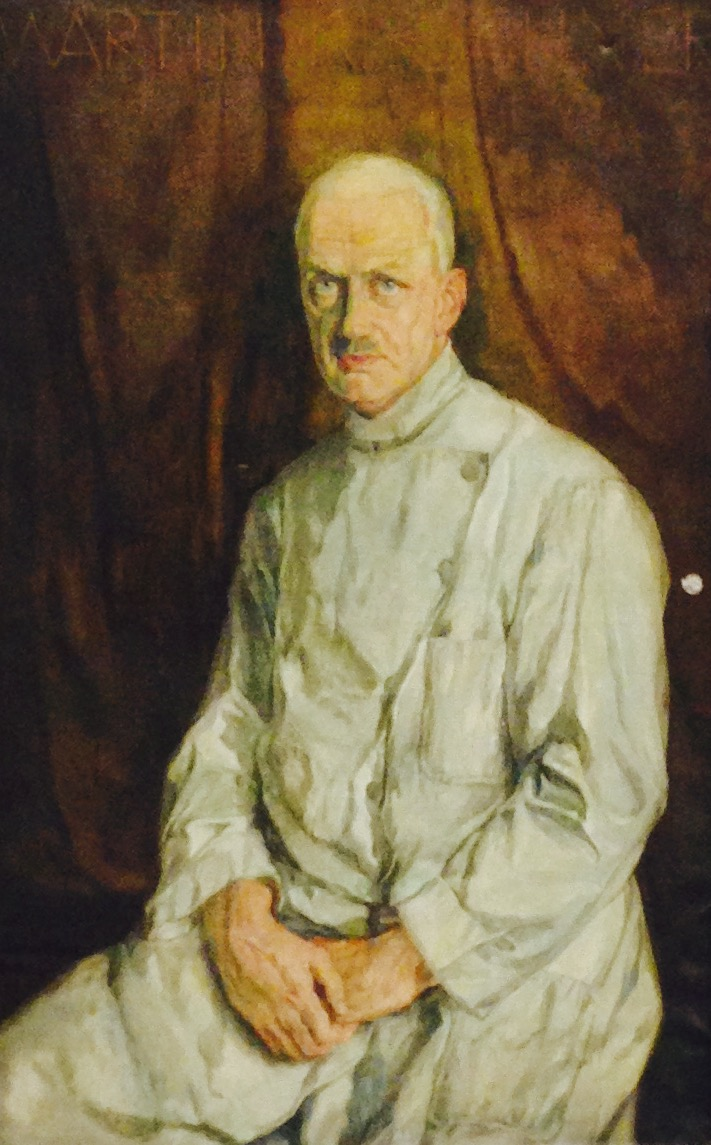
Martin Kirschner, 1930

Martin Kirschner (* 28. Oktober 1879 in Breslau; † 30. August 1942 in Heidelberg) war ein deutscher  Chirurg und Hochschullehrer, Lehrstuhlinhaber in Königsberg, Tübingen und Heidelberg.

## Leben
Martin Kirschners Vater war der aus einer Familie von Chirurgen und Wundärzten stammende Politiker Martin Kirschner (1842–1912), der Oberbürgermeister der Reichshauptstadt Berlin, wo Martin ab 1893 lebte, zur Schule ging, das Luisengymnasium besuchte und 1899 die Hochschulreife erlangte. Die Ur-Ur-Urgroßmutter Kirschners hatte einen besonderen Ruf wegen ihrer Geschicklichkeit im Zähneziehen genossen.
Seine Schwester Mathilde Kirschner leitete mehrere Heime für einkommensschwache Frauen und Kinder in Berlin und dem Ostseebad Ahlbeck, teilweise mit Unterstützung durch Wilhelm II.
Kirschner studierte (nachdem er einmal beim Abitur durchgefallen war) von 1899 bis 1904 an der Albert-Ludwigs-Universität Freiburg, der Universität Zürich, der Ludwig-Maximilians-Universität München und der Kaiser-Wilhelms-Universität Straßburg Medizin. In Straßburg wurde er 1904 mit einer Doktorarbeit über Syringomyelie und Tabes dorsalis zum Dr. med. promoviert. Er begann seine ärztliche Tätigkeit als Assistent bei dem Internisten Rudolf von Renvers im Krankenhaus Moabit. 1906 begleitete er den Großherzog Wilhelm Ernst (Sachsen-Weimar-Eisenach) auf einer Reise nach Ceylon und Indien. Nach dem Militärdienst 1907 in München als Militärarzt beim Königlich Bayerischen 1. Feldartillerie-Regiment „Prinzregent Luitpold“ und 1. Schweren Reiterregiment wurde er 1908 Assistent von Erwin Payr an der Chirurgischen Klinik der Königlichen Universität zu Greifswald. Mit ihm wechselte er 1910 an die Albertus-Universität Königsberg. Bei Paul Leopold Friedrich, der 1911 den Königsberger Lehrstuhl übernommen hatte, habilitierte sich Kirschner 1911 mit einer richtungsweisenden Arbeit über die freie Sehnen- und Faszientransplantation. 1912/13 leitete er die Rot-Kreuz-Expedition auf dem Balkan. In Sofia und Adrianopel sammelte er erste Erfahrungen in der Kriegschirurgie und war danach als Oberarzt und apl. Professor in Königsberg tätig. Nach Beginn des Ersten Weltkriegs war er Beratender Chirurg des III. Königlich Bayerischen Armee-Korps. 1915 wurde er mit der Vertretung seines erkrankten Chefs Friedrich in Königsberg beauftragt. Seit 1916 Lehrstuhlinhaber, baute er die Klinik in den folgenden fünf Jahren grundlegend um. Schon im Jahr 1921 standen hier 141 Betten zur Verfügung. 1916 hatte er Eva Kapp, eine Tochter des Generallandschaftdirektors Wolfgang Kapp geheiratet.
Als Nachfolger des plötzlich verstorbenen Georg Clemens Perthes folgte Kirschner 1924 dem Ruf der Eberhard Karls Universität Tübingen, wo er 1927 Ordinarius wurde und nach seinen Angaben und Plänen eine neue chirurgische Klinik gebaut wurde. In den Grundstein der von Kirschner geleiteten Chirurgischen Universitätsklinik wurde Kirschners Operationslehre eingemauert.
Den 1932 ergangenen Ruf der Ruprecht-Karls-Universität Heidelberg, der damals „schlechtesten aller Chirurgischen Kliniken Deutschlands“, lehnte er ab, weil er die von ihm geforderte Zusage für einen sofortigen Klinikneubau nicht erhielt. Den zweiten Ruf nach Heidelberg mit verbindlicher Zusage des Klinikneubaus 1933 nahm er an und wurde dort Ordinarius für Chirurgie. Bis 1939 entstand unter seiner Leitung die damals hochmoderne Klinik im Neuenheimer Feld, wo sie sich noch heute befindet. Kirschner war 1934 Vorsitzender des Deutschen Chirurgen-Kongresses, bei dem er von seinem Freund Ferdinand Sauerbruch in einer Rede gewürdigt wurde. Seit 1934 war er Beratender Chirurg der Reichswehr und der Wehrmacht, ab 1940 im Westfeldzug. Seit Mai 1935 war er förderndes Mitglied der SS.
Kirschners Leidenschaft galt seit seiner Zeit in Zürich der Bergsteigerei. Kirschners Leben war von logischem Denken und Erkenntnis der Tatsachen beherrscht. Er hielt es für seine Pflicht, der Wahrheit der Wissenschaft zu dienen. In der Klinik war er manchmal unerbittlich und verletzend.
Mit 62 Jahren starb Kirschner an einem Magenkarzinom. Am 1. Januar 1943 übernahm Karl Heinrich Bauer die von Kirschner auf den modernsten Stand gebrachte Chirurgische Klinik mit 440 Betten. Der Sohn Hartwig Kirschner war Chirurg in Hamburg.

## Werk
Kirschner war Mitherausgeber verschiedener chirurgischer Fachblätter sowie Initiator und Mitarbeiter an chirurgischen Standardwerken seiner Zeit. Er gründete die heute wichtigste deutsche Fachzeitschrift Der Chirurg. Er bereicherte insbesondere die Anästhesiologie, für die er die Hochdruck-Lokalanästhesie, die segmentale Spinalanästhesie und bis 1929 die intravenöse Tribromoethanol-Narkose mit Avertin entwickelte. Mit seinem Namen verbunden ist die Erfindung des rotierenden Bohrdrahtes (Kirschnerdraht) zur Extension und zur Osteosynthese im Rahmen der Frakturbehandlung. Weitere Meilensteine seines chirurgischen Wirkens waren der erste Erfolg bei der Trendelenburgschen Operation zur Behandlung der Lungenembolie (operative Entfernung eines Embolus aus der Pulmonalarterie) am 18. März 1924, die von ihm 1934 publizierte und geforderte synchrone abdominosakrale Operation des Rektumkarzinoms (die 1921 von Victor Schmieden noch zweizeitig durchgeführt wurde) sowie im Jahr 1918 in Königsberg die Bildung einer Ersatzspeiseröhre (Ösophagusersatz) durch den schlauchförmig umgestalteten und bis zum Hals hochgezogenen Magen, ein auch heute noch verwendetes Verfahren. Eine solche Aneinanderlegung von Magen und oberer Speiseröhre galt nach Meinung der Experten zunächst als unmöglich, weil die durch die Verlagerung entscheidend veränderte Ernährung unüberwindliche Schwierigkeiten machte. Außerdem stellte Martin Kirschner bereits 1926 die auch heute noch gültigen Richtlinien für die Behandlung der Peritonitis auf. Seine 1938 vorgetragene Forderung nach notärztlicher Therapie am Notfallort, im Zweiten Weltkrieg erprobt und ausgebaut, revolutionierte das Rettungswesen und gilt bis heute unverändert.
Bekannt ist er auch als Begründer und Herausgeber der Allgemeinen und Speziellen Chirurgischen Operationslehre im Springer Verlag (ab 1927). Ab 1950 wurde sie von Rudolf Zenker herausgegeben und dann von Georg Heberer und Rudolf Pichlmayr fortgeführt.

## Ehrungen
- Eisernes Kreuz 2. Klasse
- Militärverdienstorden (Bayern) 4. Klasse mit Schwertern
- Ehrenkreuz des Weltkrieges
- Verdienstkreuz für Kriegshilfe
- Hausorden vom Weißen Falken, Ritterkreuz 2.  Klasse  d
- Prinzregent-Luitpold-Medaille in Bronze
- Mecidiye-Orden 4. Klasse
- Zivilverdienstorden (Bulgarien), Offizierskreuz
- Rote Kreuz-Medaille (Preußen) 3. Klasse
- Korrespondierendes Mitglied der Gesellschaft der Ärzte in Wien (1933)[15]
- Präsident der Deutschen Gesellschaft für Chirurgie (1934)[16]
- Wahl in die Deutsche Akademie der Naturforscher Leopoldina (1938)[17]
- Ölgemälde im Hörsaal der Heidelberger Chirurgie
- Martin Kirschner-Straße in Heidelberg[18]

## Eponyme

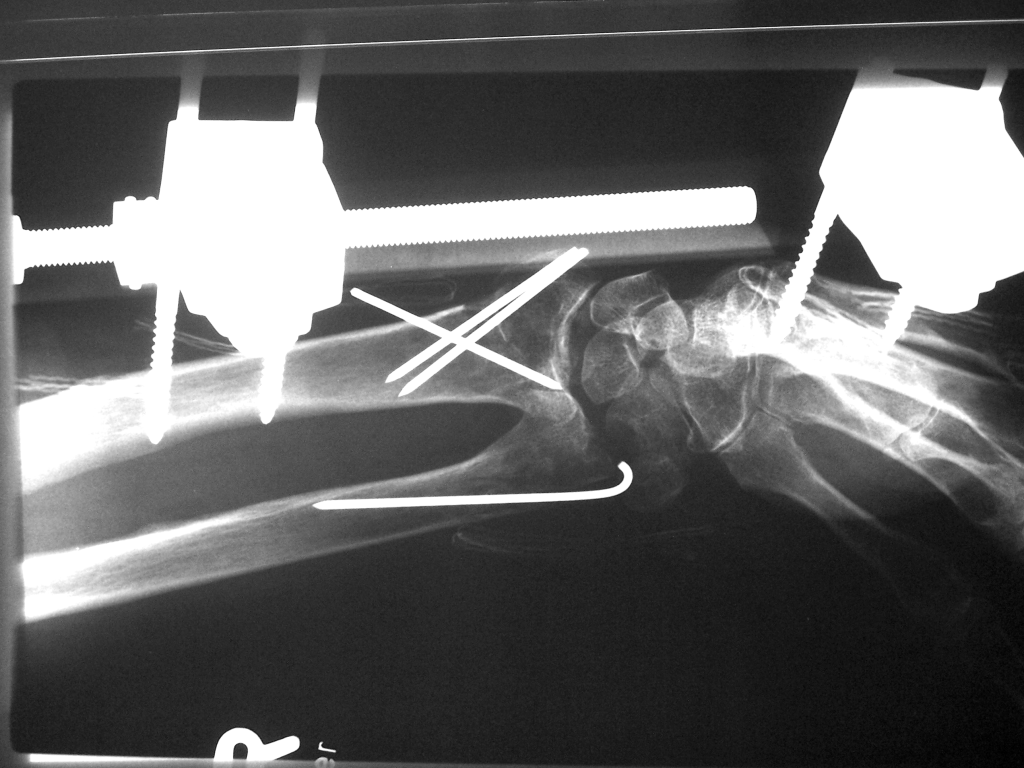
Röntgenaufnahme einer distalen Unterarmfraktur, reponiert und stabilisiert mit Kirschnerdrähten und Fixateur externe

- Kirschner-Draht (Kirschnerscher Bohrdraht): Angespitzter Stahldraht, der durch Rotation (mittels Kirschnerschem Bohrgerät oder Drahtnagler nach Kirschner) in den Knochen eingebohrt wird und dort fest sitzt, ursprünglich zur Anbringung einer Extension, später dann auch für Zwecke der Osteosynthese verwendet. Details siehe Knochenbruchbehandlung.
- Kirschner-Blutleere:  Modifikation der Esmarch-Blutleere, wobei die Kompression durch eine aufblasbare Manschette erfolgt.
- Magenhochzug nach Kirschner:  Ein Verfahren in der Ösophagus-Chirurgie.
- Kirschner-Tisch:  Ein Operationstisch zur Rektum-Operation.

## Veröffentlichungen (Auswahl)
- Die Technik der modernen Schädeltrepanation. In: Ergebnisse der Chirurgie und Orthopädie. Band 4, 1912, S. 202 ff.
- mit Alfred Schubert (Hrsg.): Allgemeine und spezielle chirurgische Operationslehre. 5 Bände. Springer, Berlin 1927–1940.
- mit Otto Nordmann (Hrsg.): Die Chirurgie. Eine zusammenfassende Darstellung der allgemeinen und der speziellen Chirurgie. 6 Bände. Berlin/Wien 1926–1930.
- Ein neues Verfahren der Ösophagusplastik. In: Archiv für klinische Chirurgie. Band 114, (Januar) 1920, S. 606–663.
- Ein durch die Trendelenburgsche Operation geheilter Fall von Embolie der Art. pulmonalis. In: Archiv für klinische Chirurgie. Band 133, 1924, S. 312–359.
- Die Behandlung der akuten eitrigen freien Bauchfellentzündung. In: Archiv für klinische Chirurgie. Band 142, 1926, S. 253–311,
- Verbesserungen der Drahtextension. In: Archiv für klinische Chirurgie. Band 148, 1927, S. 651–658.
- Eine psycheschonende und steuerbare Form der Allgemeinbetäubung. Der Chirurg. Band 1, 1929, S. 673 ff.
- Die Punktionstechnik und die Elektrokoagulation des Ganglion Gasseri. Über „gezielte“ Operationen. In: Archiv für klinische Chirurgie. Band 176, 1933, S. 581 ff.
- Das synchrone kombinierte Verfahren bei der Radikalbehandlung des Mastdarmkrebses. In: Archiv für klinische Chirurgie. Band 180, 1934, S. 296–308.
- Die operative Behandlung des Pylorospasmus der Säuglinge. In: Archiv der Klinischen Chirurgie. Band 152, 1938.
- Die fahrbare chirurgische Klinik (Röntgen-, Operations- und Schwerverletztenabteilung). In: Der Chirurg. Band 10, 1938, S. 713–717.